# Municipio Mazapa de Madero
Koordinaten: 15° 23′ N, 92° 11′ W
Mazapa de Madero ist ein Municipio im Süden des mexikanischen Bundesstaats Chiapas. Das Municipio hat 7.793 Einwohner und eine Fläche von 110,7 km². Verwaltungssitz und größter Ort des Municipios ist das gleichnamige Mazapa de Madero.
Der Name Mazapa kommt aus dem Nahuatl und bedeutet Fluss der Rinder. Der seit 1929 geführte Beiname Madero ehrt den mexikanischen Staatsmann Francisco Madero.

## Geographie
Das Municipio Mazapa de Madero liegt im Südosten des mexikanischen Bundesstaats Chiapas auf Höhen zwischen 900 m und 2900 m. Es zählt zur Gänze zur physiographischen Provinz der Cordillera Centroamericana und liegt beinahe gänzlich in der hydrologischen Region Grijalva-Usumacinta, 0,11 % der Gemeindefläche zählen zur Region Costa de Chiapas. Die Geologie des Municipios wird zu 42 % von Metamorphiten bestimmt bei 24 % schluffigem Sandstein, 17 % Andesit und 9 % Granit; vorherrschende Bodentypen sind Regosol (54 %) und Cambisol (41 %). Etwa 70 % der Gemeindefläche sind bewaldet, 19 % werden ackerbaulich genutzt, gut 10 % dienen als Weideland.
Das Municipio Mazapa de Madero grenzt an die Municipios Motozintla, El Porvenir, Bejucal de Ocampo und Amatenango de la Frontera sowie an die Republik Guatemala.

## Bevölkerung
Beim Zensus 2010 wurden im Municipio 7793 Menschen in 1461 Wohneinheiten gezählt. Davon wurden 148 Personen als Sprecher einer indigenen Sprache registriert, darunter 99 Sprecher des Mam. Gut 12 Prozent der Bevölkerung waren Analphabeten. 2307 Einwohner wurden als Erwerbspersonen registriert, wovon über 87 % Männer bzw. 2,7 % arbeitslos waren. Knapp 39 % der Bevölkerung lebten in extremer Armut.

## Orte
Das Municipio Mazapa de Madero umfasst 50 bewohnte localidades, von denen nur der Hauptort vom INEGI als urban klassifiziert ist. Zwei Orte wiesen beim Zensus 2010 eine Einwohnerzahl von über 500 auf, 25 Orte hatten weniger als 100 Einwohner. Die größten Orte sind:
| Ort                 | Einwohner |
| Mazapa de Madero    | 1580      |
| Granados Talcanaque | 0681      |
| Libertad Frontera   | 0413      |